# Rolando Bianchi
Rolando Romano Beniamino Bianchi (Lovere, 15 febbraio 1983) è un allenatore di calcio ed ex calciatore italiano, di ruolo attaccante.

## Biografia
Cresciuto nel paese di Albano Sant'Alessandro, nel bergamasco, dal 29 maggio 2007 è cittadino onorario della città di Reggio Calabria.

## Carriera

### Giocatore

#### Club

##### Atalanta
Prodotto del vivaio atalantino, esordisce in Serie A a 18 anni nella stagione 2000-2001 con la maglia nerazzurra dell'Atalanta, lanciato da Giovanni Vavassori a 10' dal termine della sfida di Torino contro la Juventus del 17 giugno 2001, persa per 2-1; questa rimane la sua unica presenza in quella stagione.
Con i bergamaschi nella stagione 2001-2002 colleziona 3 presenze, mentre nell'annata 2002-2003 trova più spazio e gioca 16 partite pur essendo ancora in età per giocare nella squadra Primavera; alla fine della stagione l'Atalanta retrocede in Serie B dopo lo spareggio con la Reggina. Nella stagione 2003-2004 gioca una partita e nella sessione invernale di calciomercato viene ceduto in compartecipazione al Cagliari di Edoardo Reja.

##### Cagliari
Con la maglia rossoblù totalizza 16 presenze e 2 gol nell'anno del ritorno in Serie A della squadra sarda, e riconquista dopo un anno e mezzo una convocazione in nazionale, precisamente nell'Under-20 del commissario tecnico Francesco Rocca.
Nel campionato 2004-2005 resta in Sardegna, ancora in compartecipazione, agli ordini del nuovo allenatore Daniele Arrigoni, giocando 25 partite e realizzando 2 gol, i primi nella serie maggiore del campionato italiano: il primo sul campo del Siena il 2 febbraio 2005, un minuto dopo essere entrato in campo, e il secondo il 1º maggio alla Reggina all'ultimo minuto di gioco.

##### Reggina
Il 28 giugno 2005 viene riscattato dall'Atalanta per 1,8 milioni di euro e viene poi ceduto in compartecipazione il 13 agosto alla Reggina, dove viene bloccato da un infortunio occorsogli il 2 settembre durante la gara di qualificazione al Campionato europeo di calcio Under-21 2006 a Edimburgo degli azzurrini contro la Scozia, riportando una lesione al ginocchio. Il 30 aprile 2006, nel derby con il Messina, realizza il suo unico gol stagionale in 9 presenze.
Nonostante le vicissitudini della Reggina dettate dalla vicenda Calciopoli, decide di dedicarsi alla causa amaranto anche per il campionato 2006-2007. Dopo esser stato riscattato definitivamente dall'Atalanta l'8 giugno per 3 milioni di euro), sotto la guida del tecnico Walter Mazzarri l'attaccante realizza 18 gol in 37 partite, portando la squadra dello stretto alla salvezza nonostante gli 11 punti di penalizzazione inflitti a inizio stagione. Lui e Nicola Amoruso (35 gol in due) diventano così la coppia più prolifica del campionato.

##### Manchester City
Il 13 luglio 2007 viene ingaggiato a titolo definitivo dalla società inglese del Manchester City guidata da Sven-Göran Eriksson; con la sua cessione la Reggina incassa un indennizzo di oltre 13 milioni di euro (£ 9 milioni), cifra che mai da nessun'altra cessione era stata prodotta. Incomincia l'avventura oltremanica realizzando una rete all'esordio, su assist di Elano, contro il West Ham Utd. Si ripete nella Carling Cup segnando il gol decisivo nella gara di ritorno contro il Bristol City, e va a segno ancora contro Tottenham e Bolton. Tuttavia nel gennaio del 2008 il club mancuniano lo mette sul mercato, dopo 6 gol in 27 incontri tra campionato e coppe: la sua avventura in terra britannica è considerata mediocre dalla stampa del paese, tant'è che viene inserito al trentottesimo posto nella classifica dei 50 peggiori attaccanti che abbiano mai giocato in Premier League, soprattutto a causa del non aver ripagato il cospicuo esborso sostenuto dei Citizens per acquisirne le prestazioni.

##### Lazio
Il 23 gennaio 2008, durante il mercato invernale, Bianchi viene ingaggiato dalla Lazio con la formula del prestito con diritto di riscatto, fissato a 12 milioni di euro. L'esordio con la maglia biancoceleste avviene il 27 gennaio, contro il Torino, proprio il club che Bianchi aveva rifiutato preferendo all'ultimo minuto la destinazione romana: partito in panchina, entra al 60' al posto di Tommaso Rocchi; fischiato ogni volta che la palla passa dalle sue parti dai tifosi granata, che non avevano gradito la sua scelta, si fa espellere per somma di ammonizioni dopo appena quattro minuti.
Il 27 febbraio, in occasione della partita contro la sua ex squadra, la Reggina, realizza il suo primo gol laziale, su calcio di rigore.. La settimana successiva, a San Siro contro il Milan, l'allenatore Delio Rossi decide di schierare per la prima volta il tridente, con Rocchi e Goran Pandev accanto al nuovo acquisto: Bianchi segna un gol nella partita che terminerà 1-1; si ripete andando a segno anche il 6 aprile in Parma-Lazio (2-2) e il 27 aprile in Juventus-Lazio (5-2).
Al termine della stagione, contrariamente alle sue aspettative, la Lazio non lo riscatta sicché il giocatore torna a Manchester. In totale con la maglia biancoceleste ha totalizzato 17 presenze (di cui 15 in campionato e 2 in Coppa Italia) segnando 4 gol (tutti in campionato).

##### Torino

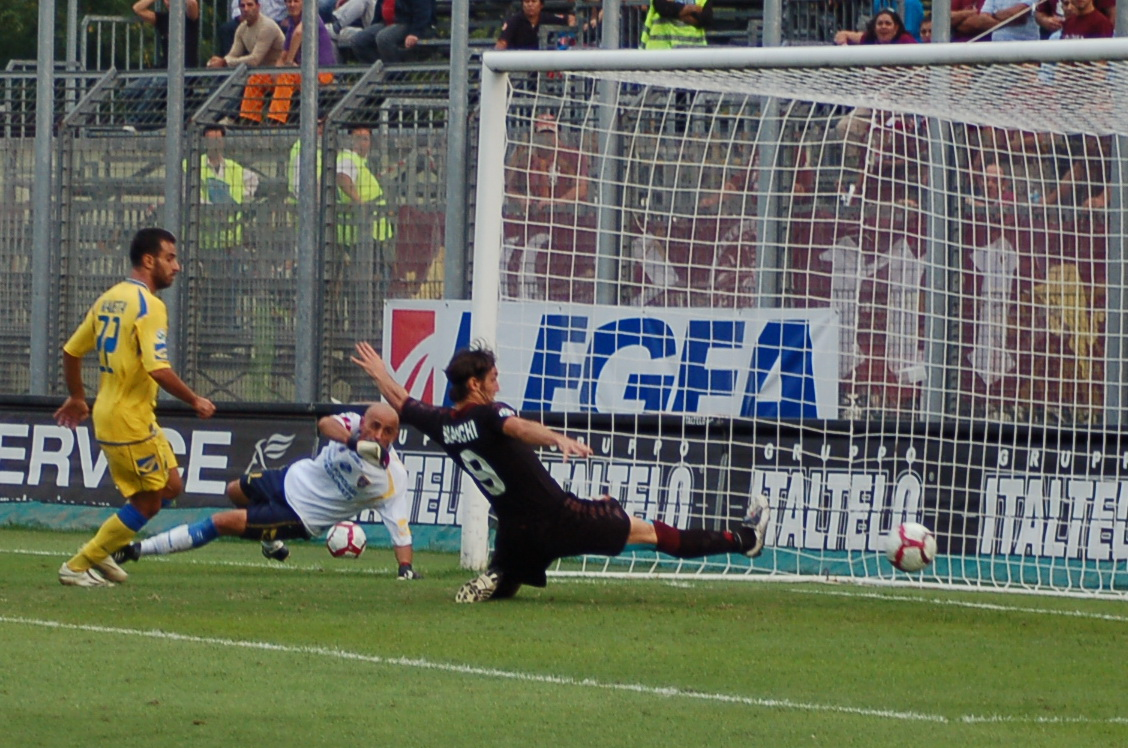
Bianchi (n. 9) in gol per il Torino, sul campo del Frosinone, nel 2009.

Il 23 agosto 2008 viene acquistato dal Torino per circa 7 milioni di euro. L'esordio avviene già alla prima giornata di campionato, il 31 agosto contro il Lecce allo stadio Olimpico: schierato titolare da Gianni De Biasi, segna al 75' il gol del definitivo 3-0. Va di nuovo in rete, su rigore, il 24 settembre in Chievo-Torino (1-1), tuttavia il suo inizio di stagione non è positivo e viene presto relegato in panchina in favore di Roberto Stellone.
Nella seconda parte della stagione la società, vista la pericolante posizione in classifica, sostituisce De Biasi con Walter Novellino e il rendimento dell'attaccante migliora: il 17 dicembre realizza ai danni della Fiorentina il gol che vale la qualificazione ai quarti di Coppa Italia, e quattro giorni dopo la rete decisiva in campionato nella sfida casalinga contro il Napoli. Alla penultima giornata di campionato, il 24 maggio, segna il gol del momentaneo pareggio 2-2 contro il Genoa con un pallonetto: la partita terminerà poi 3-2 in favore degli ospiti, risultato che combinato con quelli delle rivali sancirà la retrocessione dei granata.
Decide di rimanere a Torino anche nella stagione successiva. Alla prima giornata di campionato sigla una doppietta ai danni del Grosseto. A gennaio, dopo la cessione di David Di Michele, diventa il nuovo capitano della squadra granata. Termina la stagione regolare con 25 reti all'attivo (24 in campionato e 1 in Coppa Italia); nei successivi play-off realizza altri due gol, entrambi nella doppia sfida contro il Sassuolo, ma non riesce poi a riportare la formazione torinese nella massima serie, a causa della sconfitta nella finale con il Brescia.
Resta sotto la Mole anche per la stagione 2010-2011, che non lo vede in campo nell'esordio contro il Varese per un infortunio alla schiena. Il suo ritorno alle gare avviene il 4 settembre 2010, nella partita pareggiata dai granata per 1-1 contro il Crotone, nella quale entra in campo al posto di Alessandro Pellicori; il 18 settembre, nella partita Torino-Novara, torna anche al gol con un colpo di testa dal limite dell'area, fissando il risultato sull'1-0 a favore dei granata. Il 13 novembre, durante la partita Reggina-Torino (1-1) segna il gol del pareggio, ma poi esce anzitempo per un'elongazione dell'adduttore lungo sinistro che gli costa quaranta giorni di stop. L'8 gennaio 2011, tornato sul campo di gioco dopo l'infortunio, segna il gol del pareggio in Padova-Torino (1-1). Il 23 aprile segna il suo 50º gol con la maglia granata in Modena-Torino (1-1). Il 29 maggio, all'ultima giornata, raggiunge quota 100 presenze nel club che fallisce la qualificazione ai play-off dopo la sconfitta interna per 0-2 contro il Padova. Chiude la stagione con 19 gol in 33 partite. Con 56 gol totali con la maglia granata supera nella classifica dei marcatori granata Pietro Buscaglia (51), Romeo Menti (54) e Fioravante Baldi (55), affiancando Giorgio Ferrini (56).
Il 27 agosto seguente segna su rigore alla prima di campionato nella vittoria esterna per 1-2 contro l'Ascoli. Il 13 novembre, in occasione della partita casalinga contro il Bari, viene espulso per una gomitata al difensore Martino Borghese e conseguentemente squalificato per tre giornate (poi ridotte a due). Dopo un'astinenza sottorete di circa quattro mesi, torna al gol con un colpo di testa nella trasferta di Grosseto, vinta il 3 marzo 2012 per 0-3.
Confermato anche per la stagione successiva, che segna il ritorno in Serie A del Torino, si rende subito protagonista di una doppietta in Coppa Italia contro il Lecce. Il 30 settembre, grazie alla doppietta realizzata nella vittoria per 1-5 a Bergamo contro l'Atalanta, raggiunge i 70 gol totali in maglia granata, appaiando uno degli eroi del Grande Torino, Ezio Loik; poi definitivamente superato il 9 dicembre seguente, grazie al gol del 2-4 nella partita interna col Milan. Il 19 maggio 2013 mette a segno il suo ultimo gol con la maglia granata, nell'ultima partita di campionato pareggiata per 2-2 contro il Catania. Il 30 giugno 2013, terminato il suo contratto con il club torinista, si svincola a parametro zero.
Con 77 reti totali in maglia granata, si trova all'11º posto nella classifica marcatori all time del club.

##### Bologna, ritorno a Bergamo, Maiorca

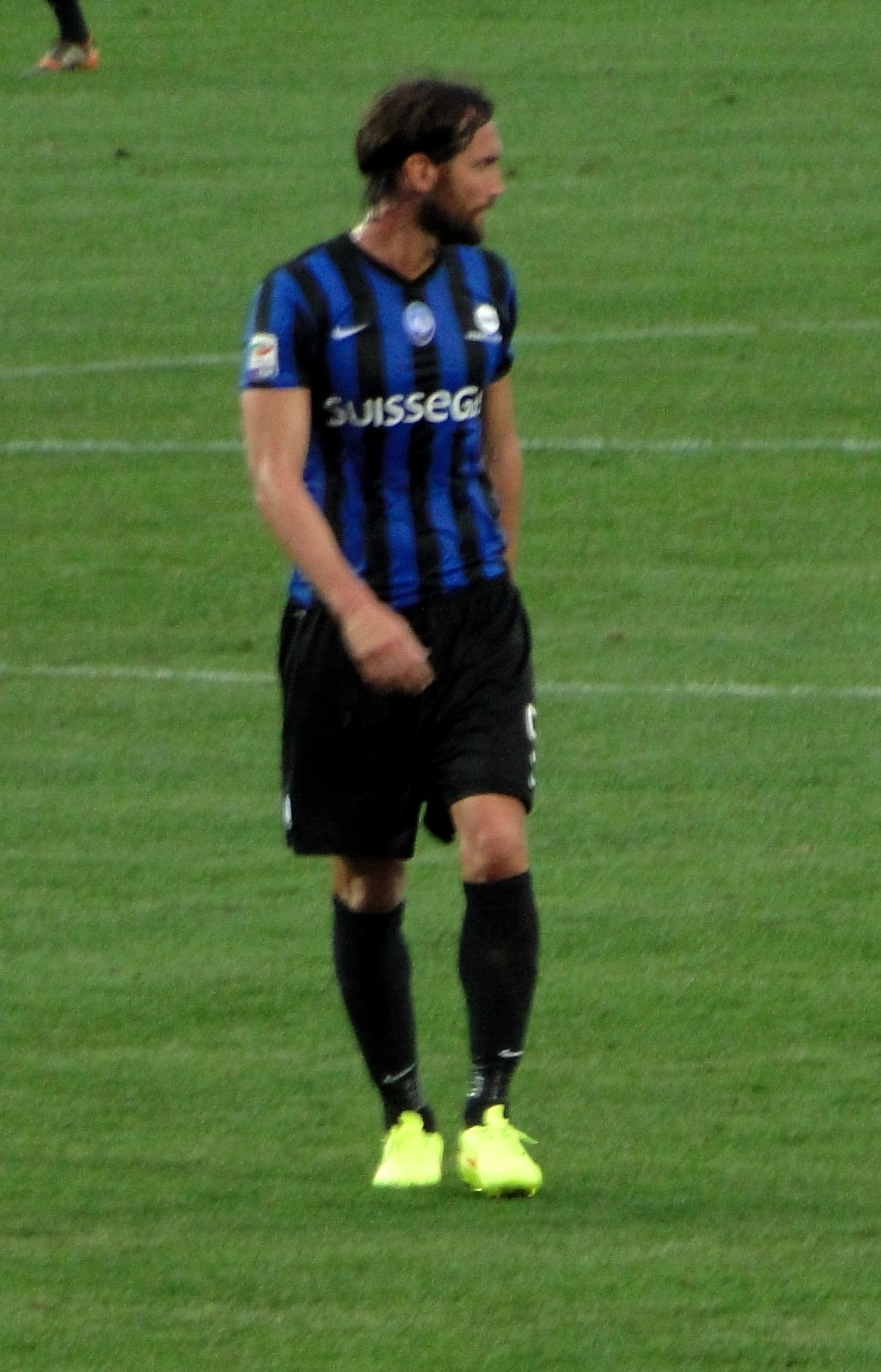
Bianchi all'Atalanta nel 2014

Il 9 luglio 2013 si accorda il Bologna. Il primo gol con la nuova maglia lo realizza il successivo 10 novembre contro la sua ex squadra dell'Atalanta. Il 19 gennaio 2014 mette a segno una doppietta contro il Napoli, in una gara terminata 2-2. Chiude la stagione con 3 gol in 28 partite giocate, che non evitano la retrocessione dei rossoblù.
Il 5 agosto 2014 torna a vestire la maglia dell'Atalanta, che lo preleva in prestito con diritto di riscatto. Segna il suo unico gol stagionale il 21 gennaio 2015 nella partita di Coppa Italia giocata sul campo della Fiorentina. In campionato gioca invece 21 partite senza segnare nessuna rete. A fine anno lascia la squadra bergamasca, con cui in carriera non ha mai segnato nessun gol in campionato in 42 presenze.
Torna quindi al Bologna, che l'8 agosto 2015 ne annuncia la risoluzione del contratto. Il 28 agosto 2015 si trasferisce quindi al Maiorca, squadra della seconda divisione spagnola, con la cui maglia collezionerà 17 presenze e 2 reti fra campionato e Copa del Rey.

##### Perugia e Pro Vercelli
Il 20 gennaio 2016 torna in Italia per vestire la maglia del Perugia, in Serie B. Segna subito all'esordio da titolare con la nuova maglia, nella vittoriosa trasferta sul campo del Crotone.
Risolti i problemi alla caviglia che ne hanno condizionato il primo semestre in Umbria, il 13 agosto 2016 fa il suo esordio nella nuova stagione entrando al 73' del match casalingo di Coppa Italia contro il Carpi, dove in pochi minuti sigla una doppietta che ribalta il risultato e permette ai grifoni il passaggio del turno. Nei mesi seguenti non riesce tuttavia a trovare spazio, sicché il 26 gennaio 2017 risolve il suo contratto con il club perugino.
Il 19 febbraio seguente firma con la Pro Vercelli, segnando all'esordio in casacca bianca sul campo del Cesena, nella vittoria vercellese per 2-1. Bianchi si ripete pochi giorni dopo al Liberati di Terni, segnando la rete dell'1-2 che garantirà i 3 punti ai piemontesi. Il 31 agosto 2017 scioglie consensualmente il contratto con la Pro Vercelli.

#### Nazionale
Dopo alcune presenze con l'Under-17 e l'Under-20, fa il suo esordio con l'Under-21 l'11 maggio 2004 nell'amichevole contro la Polonia, in cui segna anche un gol contribuendo al 3-1 finale.
Il 3 settembre è in campo anche nella prima partita del girone di qualificazione per gli Europei Under-21 del 2006, contro la Norvegia, partita vinta 2-0 dagli azzurrini. L'8 ottobre, alla sua terza presenza, sigla una doppietta contro la Slovenia, partita poi finita 3-0. Alla fine del girone di qualificazione totalizza 6 presenze condite da 4 gol e l'Italia si qualifica per la fase finale degli Europei, con tre giornate di anticipo vinti lo stesso dall'Italia.
Il 24 maggio del 2006 incominciano gli Europei Under-21 e Bianchi, nella prima gara del girone eliminatorio, segna al 90' il gol del definitivo 3-3 contro la Danimarca. Nella partita successiva gli azzurrini si trovano di fronte i pari età dell'Ucraina, Bianchi partecipa all'incontro e l'Italia vince grazie a un gol nel finale. A questo punto basta un pareggio contro i Paesi Bassi per superare il turno, ma l'Italia perde 1-0 e per differenza reti passano gli olandesi che poi vincono l'Europeo. Si chiude così per limiti d'età questa esperienza con un totale di 13 presenze condite da 7 gol.

### Dopo il ritiro
Nel 2018 inizia a lavorare come commentatore tecnico per la piattaforma DAZN, mentre dal 2021 commenta le partite di Serie B per la piattaforma Helbiz.
Nel 2019 ottiene la licenza di allenatore UEFA "A" dopo aver frequentato il corso di Coverciano; nell'ottobre del 2022 consegue anche la licenza UEFA "Pro", il massimo livello formativo per un allenatore.
Nella stagione 2021-2022 è collaboratore tecnico nel settore giovanile dell'Atalanta. Dopo un'esperienza maturata nello staff dell'Under-18 nerazzurra allenata da Stefano Lorenzi, nel 2023-2024 è collaboratore di Francesco Modesto nell'Under-23 orobica.
Nell'estate del 2024 diventa il vice di Paolo Cannavaro alla Pro Vercelli, in Serie C. Il 28 novembre, insieme a Cannavaro, all’indomani della sconfitta in Coppa Italia contro la Giana Erminio (3-0) e con la squadra diciottesima in classifica, si dimette dal proprio ruoli. Successivamente è opinionista delle gare di Serie A per StarzPlay Sports in Arabia.

## Statistiche

### Presenze e reti nei club
Statistiche aggiornate al 28 febbraio 2020.
| Stagione            | Squadra             | Campionato          | Campionato | Campionato | Coppe nazionali | Coppe nazionali | Coppe nazionali | Coppe continentali | Coppe continentali | Coppe continentali | Altre coppe | Altre coppe | Altre coppe | Totale | Totale |
| Stagione            | Squadra             | Comp                | Pres       | Reti       | Comp            | Pres            | Reti            | Comp               | Pres               | Reti               | Comp        | Pres        | Reti        | Pres   | Reti   |
| ------------------- | ------------------- | ------------------- | ---------- | ---------- | --------------- | --------------- | --------------- | ------------------ | ------------------ | ------------------ | ----------- | ----------- | ----------- | ------ | ------ |
| 2000-2001           | Atalanta            | A                   | 1          | 0          | CI              | 0               | 0               | -                  | -                  | -                  | -           | -           | -           | 1      | 0      |
| 2001-2002           | Atalanta            | A                   | 3          | 0          | CI              | 1               | 1               | -                  | -                  | -                  | -           | -           | -           | 4      | 1      |
| 2002-2003           | Atalanta            | A                   | 16         | 0          | CI              | 1               | 0               | -                  | -                  | -                  | -           | -           | -           | 17     | 0      |
| 2003-gen. 2004      | Atalanta            | B                   | 1          | 0          | CI              | 0               | 0               | -                  | -                  | -                  | -           | -           | -           | 1      | 0      |
| gen.-giu. 2004      | Cagliari            | B                   | 14         | 2          | CI              | -               | -               | -                  | -                  | -                  | -           | -           | -           | 14     | 2      |
| 2004-2005           | Cagliari            | A                   | 25         | 2          | CI              | 7               | 2               | -                  | -                  | -                  | -           | -           | -           | 32     | 4      |
| Totale Cagliari     | Totale Cagliari     | Totale Cagliari     | 39         | 4          |                 | 7               | 2               |                    | -                  | -                  |             | -           | -           | 46     | 6      |
| 2005-2006           | Reggina             | A                   | 9          | 1          | CI              | 0               | 0               | -                  | -                  | -                  | -           | -           | -           | 9      | 1      |
| 2006-2007           | Reggina             | A                   | 37         | 18         | CI              | 3               | 2               | -                  | -                  | -                  | -           | -           | -           | 40     | 20     |
| Totale Reggina      | Totale Reggina      | Totale Reggina      | 46         | 19         |                 | 3               | 2               |                    | -                  | -                  |             | -           | -           | 49     | 21     |
| 2007-gen. 2008      | Manchester City     | PL                  | 19         | 4          | FACup+CdL       | 5+3             | 1+1             | -                  | -                  | -                  | -           | -           | -           | 27     | 6      |
| gen.-giu 2008       | Lazio               | A                   | 15         | 4          | CI              | 2               | 0               |                    | -                  | -                  | -           | -           | -           | 17     | 4      |
| 2008-2009           | Torino              | A                   | 28         | 9          | CI              | 2               | 1               | -                  | -                  | -                  | -           | -           | -           | 30     | 10     |
| 2009-2010           | Torino              | B                   | 39+4       | 24+2       | CI              | 2               | 1               | -                  | -                  | -                  | -           | -           | -           | 45     | 27     |
| 2010-2011           | Torino              | B                   | 33         | 19         | CI              | 0               | 0               | -                  | -                  | -                  | -           | -           | -           | 33     | 19     |
| 2011-2012           | Torino              | B                   | 37         | 8          | CI              | 2               | 0               | -                  | -                  | -                  | -           | -           | -           | 39     | 8      |
| 2012-2013           | Torino              | A                   | 32         | 11         | CI              | 1               | 2               | -                  | -                  | -                  | -           | -           | -           | 33     | 13     |
| Totale Torino       | Totale Torino       | Totale Torino       | 169+4      | 71+2       |                 | 7               | 4               |                    | -                  | -                  |             | -           | -           | 180    | 77     |
| 2013-2014           | Bologna             | A                   | 28         | 3          | CI              | 1               | 0               | -                  | -                  | -                  | -           | -           | -           | 29     | 3      |
| 2014-2015           | Atalanta            | A                   | 21         | 0          | CI              | 3               | 1               | -                  | -                  | -                  | -           | -           | -           | 24     | 1      |
| Totale Atalanta     | Totale Atalanta     | Totale Atalanta     | 42         | 0          |                 | 5               | 2               |                    | -                  | -                  |             | -           | -           | 47     | 2      |
| 2015-gen. 2016      | Maiorca             | SD                  | 16         | 2          | CR              | 1               | 0               | -                  | -                  | -                  | -           | -           | -           | 17     | 2      |
| gen.-giu. 2016      | Perugia             | B                   | 7          | 1          | CI              | -               | -               | -                  | -                  | -                  | -           | -           | -           | 7      | 1      |
| 2016-gen. 2017      | Perugia             | B                   | 14         | 1          | CI              | 2               | 3               | -                  | -                  | -                  | -           | -           | -           | 16     | 4      |
| Totale Perugia      | Totale Perugia      | Totale Perugia      | 21         | 2          |                 | 2               | 3               | -                  | -                  | -                  | -           | -           | -           | 23     | 5      |
| feb.-giu. 2017      | Pro Vercelli        | B                   | 11         | 3          | CI              | -               | -               | -                  | -                  | -                  | -           | -           | -           | 11     | 3      |
| lug.-ago. 2017      | Pro Vercelli        | B                   | 0          | 0          | CI              | 1               | 0               | -                  | -                  | -                  | -           | -           | -           | 1      | 0      |
| Totale Pro Vercelli | Totale Pro Vercelli | Totale Pro Vercelli | 11         | 3          |                 | 1               | 0               | -                  | -                  | -                  | -           | -           | -           | 12     | 3      |
| Totale carriera     | Totale carriera     | Totale carriera     | 406+4      | 112+2      |                 | 37              | 15              |                    | -                  | -                  |             | -           | -           | 447    | 129    |

## Palmarès

### Giocatore

#### Club
- Coppa Italia Primavera: 2

Atalanta: 2000-2001, 2002-2003